# Santa Llogaia del Terri
Santa Llogaia del Terri es una localidad española perteneciente al municipio gerundense de Cornellá del Terri, en la comunidad autónoma de Cataluña.

## Historia
La localidad pertenece al término municipal gerundense de Cornellá del Terri, en la comunidad autónoma de Cataluña. El río Terri pasa junto a la localidad.
Antaño un municipio, la localidad contaba hacia mediados del siglo XIX con 116 habitantes. En 2021 tenía 120 habitantes. Aparece descrita en el segundo volumen del Diccionario geográfico-estadístico-histórico de España y sus posesiones de Ultramar de Pascual Madoz de la siguiente manera:

ALTERRI (‘) (Sta. Leocadia de): l. con ayunt. de la prov., part. jud. y dióc. de Gerona (1 3/4 leg.), aud. terr. y c. g. de Barcelona (14): sit. en un llano á la márg. del. r. de su nombre en el camino que se dirige de Barcelona á Francia, donde la combaten todos los vientos, especialmente los del N.; goza de horizonte despejado y clima saludable: tiene 27 casas, una parada de diligencias y una igl. parr. servida por un cura párroco, cuya vacante se provee por oposicion en concurso general: confina el térm. por el N. con los de Pujals dels Pagesos y San Esteve de Guialves, por el E. con el de Mediña, por el S. con el de San Andrés de Alterri, y por el O. con los de Cornellá y Sors, siendo su radio con direccion á todos puntos de 1/2 hora, poco mas ó menos: el terreno es fértil, proporcionándole abundante riego el r. Alterri que recorre su térm. Se cultivan 150 vesanas de tierra rica y fuerte, 400 de segunda calidad y 400 de tercera: prod.: trigo, cebada, legumbres, vino, aceite, hortalizas, ganado lanar y vacuno: pobl.: 20 vec., 116 alm.: cap. prod.: 2.826,800 rs. cap. imp. 71,670 rs. vn.
(Madoz, 1845, p. 209)